# Tour Down Under 2016
18. ročník etapového cyklistického závodu Tour Down Under se konal mezi 19. a 24. lednem 2016 v Adelaide a okolí v Austrálii. Celkovým vítězem se stal Australan Simon Gerrans z týmu Orica–GreenEDGE. Na druhém a třetím místě se umístili Australan Richie Porte (BMC Racing Team) a Kolumbijec Sergio Henao (Team Sky). Závod byl součástí UCI World Tour 2016 na úrovni 2.UWT a byl prvním závodem tohoto seriálu.

## Týmy
Závodu se zúčastnilo všech 18 UCI WorldTeamů, 1 UCI Professional Continental tým a australský národní tým. Poslední 2 zmiňované týmy přijely na divokou kartu. Všechny týmy přijely se sedmi jezdci, celkem se tak na start postavilo 140 závodníků. Do cíle v Adelaide dojelo 134 z nich.
UCI WorldTeamy
- AG2R La Mondiale
- Astana
- BMC Racing Team
- Cannondale
- Etixx–Quick-Step
- FDJ
- IAM Cycling
- Lampre–Merida
- Lotto–Soudal
- LottoNL–Jumbo
- Movistar Team
- Orica–GreenEDGE
- Team Dimension Data
- Team Giant–Alpecin
- Team Katusha
- Team Sky
- Tinkoff
- Trek–Segafredo

UCI Professional Continental týmy
- Drapac Professional Cycling

Národní týmy
- UniSA–Australia

## Trasa a etapy
| Etapa         | Datum         | Trasa                        | Vzdálenost    | Typ      | Typ                 | Vítěz               |
| ------------- | ------------- | ---------------------------- | ------------- | -------- | ------------------- | ------------------- |
| 1             | 19. ledna     | Prospect – Lyndoch           | 130,8 km      |          | Zvlněná etapa       | Caleb Ewan (AUS)    |
| 2             | 20. ledna     | Unley – Stirling             | 132 km        |          | Zvlněná etapa       | Jay McCarthy (AUS)  |
| 3             | 21. ledna     | Glenelg – Campbelltown       | 139 km        |          | Středně těžká etapa | Simon Gerrans (AUS) |
| 4             | 22. ledna     | Norwood – Victor Harbor      | 138 km        |          | Zvlněná etapa       | Simon Gerrans (AUS) |
| 5             | 23. ledna     | McLaren Vale – Willunga Hill | 151,5 km      |          | Středně těžká etapa | Richie Porte (AUS)  |
| 6             | 24. ledna     | Adelaide                     | 90 km         |          | Rovinatá etapa      | Caleb Ewan (AUS)    |
| Celková délka | Celková délka | Celková délka                | Celková délka | 781,3 km | 781,3 km            | 781,3 km            |

## Průběžné pořadí
| Etapa          | Vítěz          | Celkové pořadí | Vrchařská soutěž | Sprinterská soutěž | Soutěž mladých jezdců | Soutěž týmů | Cena bojovnosti             |
| -------------- | -------------- | -------------- | ---------------- | ------------------ | --------------------- | ----------- | --------------------------- |
| 1              | Caleb Ewan     | Caleb Ewan     | Sean Lake        | Caleb Ewan         | Caleb Ewan            | Cannondale  | Alexis Gougeard             |
| 2              | Jay McCarthy   | Jay McCarthy   | Manuele Boaro    | Caleb Ewan         | Jay McCarthy          | Cannondale  | Adam Hansen                 |
| 3              | Simon Gerrans  | Simon Gerrans  | Sergio Henao     | Jay McCarthy       | Jay McCarthy          | Cannondale  | Laurens De Vreese           |
| 4              | Simon Gerrans  | Simon Gerrans  | Sergio Henao     | Jay McCarthy       | Jay McCarthy          | Cannondale  | David Tanner                |
| 5              | Richie Porte   | Simon Gerrans  | Sergio Henao     | Simon Gerrans      | Jay McCarthy          | Cannondale  | Reinardt Janse van Rensburg |
| 6              | Caleb Ewan     | Simon Gerrans  | Sergio Henao     | Simon Gerrans      | Jay McCarthy          | Cannondale  | Maarten Tjallingii          |
| Konečné pořadí | Konečné pořadí | Simon Gerrans  | Sergio Henao     | Simon Gerrans      | Jay McCarthy          | Cannondale  | neuděleno                   |

## Konečné pořadí
| Legenda | Legenda                            | Legenda | Legenda                               |
| ------- | ---------------------------------- | ------- | ------------------------------------- |
|         | Označuje lídra celkového pořadí    |         | Označuje lídra soutěže mladých jezdců |
|         | Označuje lídra sprinterské soutěže |         | Označuje lídra vrchařské soutěže      |

### Celkové pořadí
| Pořadí | Jezdec                   | Tým                 | Čas         |
| ------ | ------------------------ | ------------------- | ----------- |
| 1      | Simon Gerrans (AUS)      | Orica–GreenEDGE     | 19h 11' 33" |
| 2      | Richie Porte (AUS)       | BMC Racing Team     | + 9"        |
| 3      | Jay McCarthy (AUS)       | Tinkoff             | + 11"       |
| 4      | Nathan Haas (AUS)        | Team Dimension Data | + 20"       |
| 5      | Michael Woods (CAN)      | Cannondale          | + 20"       |
| 6      | Rubén Fernández (ESP)    | Movistar Team       | + 28"       |
| 7      | Domenico Pozzovivo (ITA) | AG2R La Mondiale    | + 28"       |
| 8      | Rafael Valls (ESP)       | Lotto–Soudal        | + 36"       |
| 9      | Steve Morabito (SUI)     | FDJ                 | + 49"       |
| 10     | Patrick Bevin (NZL)      | Cannondale          | + 50"       |

### Sprinterská soutěž
| Pořadí | Jezdec                | Tým                 | Čas |
| ------ | --------------------- | ------------------- | --- |
| 1      | Simon Gerrans (AUS)   | Orica–GreenEDGE     | 51  |
| 2      | Jay McCarthy (AUS)    | Tinkoff             | 46  |
| 3      | Caleb Ewan (AUS)      | Orica–GreenEDGE     | 38  |
| 4      | Giacomo Nizzolo (ITA) | Trek–Segafredo      | 36  |
| 5      | Ben Swift (GBR)       | Team Sky            | 33  |
| 6      | Sergio Henao (COL)    | Team Sky            | 31  |
| 7      | Mark Renshaw (AUS)    | Team Dimension Data | 28  |
| 8      | Rohan Dennis (AUS)    | BMC Racing Team     | 27  |
| 9      | Michael Woods (CAN)   | Cannondale          | 26  |
| 10     | Diego Ulissi (ITA)    | Lampre–Merida       | 26  |

### Vrchařská soutěž
| Pořadí | Jezdec                            | Tým                 | Body |
| ------ | --------------------------------- | ------------------- | ---- |
| 1      | Sergio Henao (COL)                | Team Sky            | 38   |
| 2      | Richie Porte (AUS)                | BMC Racing Team     | 28   |
| 3      | Michael Woods (CAN)               | Cannondale          | 20   |
| 4      | Reinardt Janse van Rensburg (RSA) | Team Dimension Data | 16   |
| 5      | Lars Boom (NED)                   | Astana              | 12   |
| 6      | Manuele Boaro (ITA)               | Tinkoff             | 10   |
| 7      | Sean Lake (AUS)                   | UniSA–Australia     | 10   |
| 8      | Thomas De Gendt (BEL)             | Lotto–Soudal        | 9    |
| 9      | Domenico Pozzovivo (ITA)          | AG2R La Mondiale    | 8    |
| 10     | Nelson Oliveira (POR)             | Movistar Team       | 8    |

### Soutěž mladých jezdců
| Pořadí | Jezdec                  | Tým                         | Čas         |
| ------ | ----------------------- | --------------------------- | ----------- |
| 1      | Jay McCarthy (AUS)      | Tinkoff                     | 19h 11' 53" |
| 2      | Rubén Fernández (ESP)   | Movistar Team               | + 8"        |
| 3      | Patrick Bevin (NZL)     | Cannondale                  | + 30"       |
| 4      | Chris Hamilton (AUS)    | UniSA–Australia             | + 38"       |
| 5      | Louis Meintjes (RSA)    | Lampre–Merida               | + 44"       |
| 6      | Carlos Verona (ESP)     | Etixx–Quick-Step            | + 59"       |
| 7      | Tobias Ludvigsson (SWE) | Team Giant–Alpecin          | + 1' 07"    |
| 8      | Petr Vakoč (CZE)        | Etixx–Quick-Step            | + 1' 07"    |
| 9      | Jasha Sütterlin (GER)   | Movistar Team               | + 2' 55"    |
| 10     | Adam Phelan (AUS)       | Drapac Professional Cycling | + 3' 31"    |

### Soutěž týmů
| Pořadí | Tým                         | Čas         |
| ------ | --------------------------- | ----------- |
| 1      | Cannondale                  | 57h 37' 15" |
| 2      | Movistar Team               | + 9"        |
| 3      | Etixx–Quick-Step            | + 1' 12"    |
| 4      | Team Katusha                | + 1' 32"    |
| 5      | Lotto–Soudal                | + 1' 49"    |
| 6      | Astana                      | + 2' 52"    |
| 7      | Lampre–Merida               | + 3' 02"    |
| 8      | UniSA–Australia             | + 3' 40"    |
| 9      | AG2R La Mondiale            | + 4' 23"    |
| 10     | Drapac Professional Cycling | + 4' 28"    |